# バスケットボールジンバブエ代表
バスケットボールジンバブエ代表（バスケットボールジンバブエだいひょう、Zimbabwe men's national basketball team）は、ジンバブエバスケットボール連合により国際大会に派遣される男子バスケットボールのナショナルチームである。

## 歴史
アフリカ選手権には2度出場している。

## 主な国際大会成績
- オリンピック
  - 出場なし
- ワールドカップの成績
  - 出場なし
- アフリカ選手権の成績
  - 1981年 ― 11位
  - 2015年 ― 16位